# Вертокиевка
Вертокиевка (укр. Вертокиївка) — село на Украине, находится в Житомирском районе Житомирской области.
В центре села на возвышении находится деревянная Свято-Николаевская церковь 1914 постройки, на месте сгоревшей более древней церкви ориентировочно 1720-х годов постройки.
Код КОАТУУ — 1822081301. Население по переписи 2001 года составляет 756 человек. Почтовый индекс — 12450. Телефонный код — 142. Занимает площадь 1,45 км².

## Адрес местного совета
12450, Житомирская область, Житомирский р-н, с. Вертокиевка, ул. Чапаева, 4